# Fayette (Maine)
Fayette es un pueblo ubicado en el condado de Kennebec en el estado estadounidense de Maine. En el Censo de 2010 tenía una población de 1.140 habitantes y una densidad poblacional de 13,97 personas por km².

## Geografía
Fayette se encuentra ubicado en las coordenadas 44°26′2″N 70°4′1″O / 44.43389, -70.06694. Según la Oficina del Censo de los Estados Unidos, Fayette tiene una superficie total de 81.59 km², de la cual 75.54 km² corresponden a tierra firme y (7.42%) 6.06 km² es agua.

## Demografía
Según el censo de 2010, había 1.140 personas residiendo en Fayette. La densidad de población era de 13,97 hab./km². De los 1.140 habitantes, Fayette estaba compuesto por el 97.63% blancos, el 0.35% eran afroamericanos, el 0.09% eran amerindios, el 0.53% eran asiáticos, el 0.09% eran isleños del Pacífico, el 0.18% eran de otras razas y el 1.14% pertenecían a dos o más razas. Del total de la población el 0.79% eran hispanos o latinos de cualquier raza.